# Herdenkingsmunten 10 jaar euro
De Herdenkingsmunten 10 jaar euro zijn speciale versies van de 2 euromunt.
De inwoners van de Europese Unie konden de weken voordien hun stem uitbrengen op hun favoriete ontwerp. Op 30 juni 2011 is het ontwerp van de 2 euroherdenkingsmunt 10 jaar euro bekendgemaakt. Het ontwerp met de meeste stemmen is de wereldbol van muntontwerper Helmut Andexlinger van de Austrian Mint. Helmut Andexlinger heeft voordien al een enkele Oostenrijkse Euroherdenkingsmunt ontworpen. In totaal hebben rond 35.000 mensen hun stem uitgebracht. De munt is door alle EU-landen – die tevens in de eurozone zitten – uitgegeven, met voor ieder land zijn eigen versie. Dat betekent dat Monaco, San Marino en Vaticaanstad er geen hebben uitgebracht.

## Ontwerp van de munt
Het euroteken in het midden van de munt toont dat de euro een element van bijzonder belang is geworden, zowel in Europa als wereldwijd, aangezien de euro zich de laatste tien jaar heeft ontwikkeld tot een wereldspeler in het internationale monetaire stelsel. De elementen rond het eurosymbool in het ontwerp van de munt brengen tot uitdrukking hoe belangrijk de euro is voor het publiek, de financiële wereld (ECB-toren), de handel (schepen), de industrie (fabrieken), de energiesector en onderzoek en ontwikkeling (windenergiecentrales). De initialen AH van de kunstenaar staan onder het beeld van de ECB-toren. De naam van het land van afgifte staat in de nationale taal (talen) bovenaan, terwijl de aanduiding 2002-2012 onderaan staat. Langs de buitenrand zijn de twaalf sterren van de Europese vlag afgebeeld.

## Overzicht deelnemende landen
| Afbeelding | Land                 | Opschrift                             | Oplage     |
| ---------- | -------------------- | ------------------------------------- | ---------- |
|            | Eurolanden van de EU | ISSUING COUNTRY, 2002-2012            | 89.631.857 |
|            | België               | BELGIQUE-BELGIE-BELGIEN, 2002-2012    | 5.022.000  |
|            | Cyprus               | ΚΥΠΡΟΣ KIBRIS, 2002-2012              | 988.000    |
|            | Duitsland            | BUNDESREPUBLIK DEUTSCHLAND, 2002-2012 | 30.725.000 |
|            | Estland              | EESTI, 2002-2012                      | 2.000.000  |
|            | Finland              | SUOMI FINLAND 2009, 2002-2012         | 1.500.000  |
|            | Frankrijk            | RÉPUBLIQUE FRANÇAISE, 2002-2012       | 10.020.000 |
|            | Griekenland          | ΕΛΛΗΝΙΚΗ ΔΗΜΟΚΡΑΤΙΑ, 2002-2012        | 1.000.000  |
|            | Ierland              | EIRE, 2002-2012                       | 1.345.867  |
|            | Italië               | REPUBBLICA ITALIANA, 2002-2012        | 14.969.490 |
|            | Luxemburg            | LËTZEBUERG, 2002-2012                 | 532.500    |
|            | Malta                | MALTA, 2002-2012                      | 500.000    |
|            | Nederland            | NEDERLAND, 2002-2012                  | 3.500.000  |
|            | Oostenrijk           | REPUBLIK ÖSTERREICH, 2002-2012        | 11.000.000 |
|            | Portugal             | PORTUGAL, 2002-2012                   | 520.000    |
|            | Slovenië             | SLOVENIJA, 2002-2012                  | 1.000.000  |
|            | Slowakije            | SLOVENSKO, 2002-2012                  | 1.000.000  |
|            | Spanje               | ESPAÑA, 2002-2012                     | 4.000.000  |